# 840-е годы до н. э.
840-е (восемьсо́т сороковы́е) го́ды до на́шей э́ры по пролептическому юлианскому календарю — промежуток времени с 1 января 849 года до н. э. по 31 декабря 840 года до н. э., включающий с 849 по 841 годы 6-го десятилетия  и 840 год 7-го десятилетия IX века 1-го тысячелетия до н. э. Им предшествовали 850-е годы до н. э., за ними следовали 830-е годы до н. э. Они закончились 2865 лет назад.

## Датированные события
Приблизительные датировки:
- Ок. 850 — создание в Южной Сирии государства Хамат, опирающегося на Ассирию.
- 840—830-е годы — царь дануниитов Азитавадд.
- 849 — небольшое нападение ассирийцев на Сирию.
- 848 — поход Салманасара III в Сирию, взятие Каркемиша.
- 848 (5 год Иорама израильского[1]) — умер царь Иудеи Иосафат, на престол взошёл его сын Иорам.
- 848 — умер Цинь-хоу (то есть «циньский князь»), ему наследовал сын Гун-бо (эра правления 847—845)[2].
- 848 — умер князь Чу Сюн-янь, ему наследовал сын Сюн-юн (эра правления 847—838)[3].
- 845 — поход Салманасара III в Сирию.
- Ок. 845 — Созданы первые надписи царя Урарту Сардури I на ассирийском диалекте аккадского языка. Надписи найдены в Тушпе.[4]
- 845 — умер князь Цинь Гун-бо, ему наследовал сын Цинь-чжун (эра правления 844—822)[5].
- 845 — Ли-ван призвал шамана из владения Вэй и приказал ему следить за разговорами народа. Шао-гун (чья речь приведена в эпизоде 3 «Го юй»[6]) увещевал его, но безуспешно (согласно «Ши цзи», речь произнёс Чжао-гун[7]).
- Около 844 — Сардури I становится царём Урарту, сменив Араму.
- 844 (15 год правления, или 843?) — поход Салманасара III в страны Наири.
- 843 (16 год правления, либо 842)[8] — Салманасар III подавил волнения в Намаре. Первые упоминания Парсуа и Маны.
- 842 (30 год Осоркона II) — празднование хеб-седа этим фараоном.
- 842 — родился будущий царь Иудеи Иоас; воцарился в 7 лет[9].
- 842 — во дворце Ли-вана открыли сосуд со слюной драконов, она превратилась в чёрную черепаху[10].
- 842 — Жуны и ди напали на Чжоу, в городе Цюаньцю убили членов клана Цинь-чжуна[11], уничтожив в Цюаньцю род Да-ло[2].
- 842 — Ли-ван свергнут и бежал в Чжи, начало периода «Гун-хэ» (эра 841—828). По одному из истолкований, бо владения Гун по имени Хэ захватил престол[12]. Чжао-гун укрыл сына Ли-вана во дворце, подменив на своего (эпизод 5 «Го юй»)[13].
- 841 (18 год правления; по другому мнению — 834 год[14]) — поход Салманасара III на Дамаск, победа ассирийцев и осада города.
- 841 (12 год либо 11 год Иорама израильского[15]) — смерть царя Иудеи Иорама, на престол взошёл его сын Охозия.
- 841 — битва при Рамот-Гиладе, Иудея и Израиль против Сирии. Царь Иорам ранен.
- 841 — убиты царь Израиля Иорам и царица Иезавель. На престол взошёл Ииуй.
- 841 — убит царь Иудеи Охозия. Начало правления Гофолии.
- 841 — царь Ииуй принёс дань Салманасару III.
- 841 — начало погодового изложения в «Хронологических таблицах» Сыма Цяня. Эта дата считается учёными началом достоверной хронологии Китая, не вызывающей особых споров.
- 841 — умер князь Цзинь Цзин-хоу, ему наследовал сын Сыту (Си-хоу, эра правления 840—823)[16].